# Bohemannia
Bohemannia — род чешуекрылых насекомых из семейства молей-малюток.

## Описание
На передних крыльях в апикальной части развиты четыре жилки: R4, R5, M1 и M2. Крылья без закрытой ячейки (у части видов). Фиолетовый отлив на передних крыльях сильно выражен как в апикальной, так и в базальной частях крыльев. В гениталиях гнатос всегда с одним каудальным отростком.

## Систематика
В составе рода:
- Bohemannia auriciliella (Joannis, 1908)
- Bohemannia manschurella Puplesis, 1984
- Bohemannia nipponicella Hirano, 2010
- Bohemannia nubila Puplesis, 1985
- Bohemannia piotra Puplesis, 1984
- Bohemannia pulverosella (Stainton, 1849)
- Bohemannia quadrimaculella (Boheman, 1853)
- Bohemannia suiphunella Puplesis, 1984
- Bohemannia ussuriella Puplesis, 1984